# 林和
林 和（イム・ファ、1908年10月13日 - 1953年8月7日）は、朝鮮のプロレタリア詩人、文学者。本名は林 仁植（イム・インシク）。金鉄友（キム・チョル）、星児（ソン・ア）、楊南樹（ヤン・ナムス）など、多くのペンネームを持つ。

## 人物
漢城府生まれ。普成高等普通学校中退、モダニズム文学やダダイズムに傾倒し、1926年頃から詩や論評を発表。1929年東京に留学して帰国、1926年に朝鮮プロレタリア芸術家同盟（KAPF）に加入し、1932年から書記長を務め、1935年に強制的に解散させられると、古典研究、近代文学史研究、朝鮮文庫の運営に従事した。
1945年の日本の敗戦による解放の直後、8月16日にソウルで李源朝、金南天らと朝鮮文学建設本部（翌年に朝鮮文学家同盟に改組）を組織し、社会主義文学の理論的指導者となるが、軍政庁に弾圧されたため、1947年には南朝鮮労働党系の文学者や芸術家たちとともに北朝鮮に移り、朝鮮ソビエト文化協会中央委員会副委員長など歴任した。海州で対南対策、パルチザン活動の支援などにあたっていたが、1953年2月17日の平壌市共産党委員会全員会議で批判の対象となり、同年8月6日には、李承燁や朴憲永につながるアメリカのスパイとして軍事裁判にかけられ、翌日処刑された。
中野重治の『雨の降る品川駅』への応答詩『雨傘さす横浜の埠頭』（1929年）は、彼の叙情的プロレタリア詩の代表作の一つである。その他の詩に『十字路の順伊』『お兄さんと火鉢』などがある。詩集に『玄海灘』（1938年）、『讃歌』（1947年）、評論集『文学の論理』（1940年）などがある。また越北後には詩集『おまえはどこにいるのか』（1951年）を発表、1952年の金日成生誕40年に際して『40年』を発表した。松本清張の『北の詩人』は、かれの生涯を小説にした作品である。